# Porn Again
Porn Again  es un álbum de estudio colaborativo de los raperos estadounidenses Mr. Eon y Cage y el productor discográfico DJ Mighty Mi, grabando como un supergrupo Smut Peddlers. Fue lanzado el 13 de febrero de 2001 a través de Rawkus Records y Priority Records. Las sesiones de grabación tuvieron lugar en The Muthafuckin' Spot On Lexington. La producción estuvo a cargo del miembro DJ Mighty Mi, quien también se desempeñó como productor ejecutivo junto con su socio de The High & Mighty, Mr. Eon. Cuenta con apariciones especiales de Copywrite, Kool G Rap, Kool Keith, R.A. the Rugged Man, Apani B. Fly, Lord Sear y Beetlejuice. El álbum alcanzó el puesto 184 en Billboard 200, el número 43 en Top R&B/Hip-Hop Albums y el número 10 en Heatseekers Albums en los Estados Unidos. Fue relanzado como Porn Again Revisited el 7 de marzo de 2006, a través de Eastern Conference Records, con cuatro pistas adicionales que anteriormente solo estaban disponibles en vinilo.
La portada del álbum presenta a Lester "Beetlejuice" Green, un artista más notable por sus apariciones en The Howard Stern Show. Esta fue una decisión tomada por Rawkus Records.

## Lista de canciones
| Porn Again |                                              |               |          |  |
| N.º        | Título                                       | Productor(es) | Duración |  |
| 1.         | «Beetlejuice Intro» (con Beetlejuice)        |               | 0:31     |  |
| 2.         | «Smut Council»                               |               | 2:04     |  |
| 3.         | «Medicated Minutes»                          |               | 4:41     |  |
| 4.         | «Talk Like Sex Pt. II» (con Kool G Rap)      |               | 3:38     |  |
| 5.         | «Amazing Feats»                              |               | 3:48     |  |
| 6.         | «Pimpology By Beetlejuice» (con Beetlejuice) |               | 0:42     |  |
| 7.         | «That Smut»                                  |               | 3:43     |  |
| 8.         | «Anti Hero's» (con Copywrite)                |               | 4:00     |  |
| 9.         | «54»                                         |               | 3:19     |  |
| 10.        | «Josie» (con Apani B. Fly and Lord Sear)     |               | 4:06     |  |
| 11.        | «Beats, Boxes, and Boobtube» (con Lord Sear) |               | 4:44     |  |
| 12.        | «Diseases»                                   |               | 1:06     |  |
| 13.        | «One By One (Revamped)»                      |               | 3:54     |  |
| 14.        | «Stank MCs» (con Kool Keith)                 |               | 4:04     |  |
| 15.        | «My Rhyme Ain't Done»                        |               | 3:52     |  |
| 16.        | «Bottom Feeders» (con R.A. the Rugged Man)   |               | 3:28     |  |
| 17.        | «Beetlejuice Outakes» (con Beetlejuice)      |               | 0:38     |  |

| Porn Again (Relanzamiento - bonus tracks) |                                  |               |          |  |
| N.º                                       | Título                           | Productor(es) | Duración |  |
| 18.                                       | «Red Light»                      | The Alchemist | 4:02     |  |
| 19.                                       | «Anti Hero's Remix»              | DJ Mighty Mi  | 3:52     |  |
| 20.                                       | «For the Record» (con Masai Bey) | DJ Mighty Mi  | 3:50     |  |
| 21.                                       | «First Name Smut»                | DJ Mighty Mi  | 3:35     |  |

## Posicionamiento en listas
| Lista (2001)                          | Posición |
| ------------------------------------- | -------- |
| US Billboard 200                      | 184      |
| US Top R&B/Hip-Hop Albums (Billboard) | 43       |
| US Heatseekers Albums (Billboard)     | 10       |

Posicionamiento en listas - sencillos
| Año  | Canción               | Posición       | Posición |
| ---- | --------------------- | -------------- | -------- |
| Año  | Canción               | US R&B/Hip-Hop | US Rap   |
| 2000 | "That Smut"           | –              | #9       |
| 2001 | "That Smut"           | #96            | –        |
| 2001 | "Talk Like Sex Pt. 2" | –              | #43      |